# اچ‌ام‌اس ونکوور (۱۹۱۷)
اچ‌ام‌اس ونکوور (۱۹۱۷) (به انگلیسی: HMS Vancouver (1917)) یک کشتی بود. این کشتی در سال ۱۹۱۷ ساخته شد.